# Oedignatha andamanensis
Oedignatha andamanensis là một loài nhện trong họ Corinnidae.
Loài này thuộc chi Oedignatha. Oedignatha andamanensis được Benoy Krishna Tikader miêu tả năm 1977.